# Bartholdt Conradt
Bartholdt Conradt född i Hamburg, död 1719, var en tysk målare.
Conradt var i Magnus Gabriel De la Gardies tjänst under 1680-talet med målningsarbeten på Läckö slott. Han arbetade tillsammans med Johan Aureller och Johan Hammer med dekorativa utsmyckningar i slottets salar och salonger. Conradt utförde målningen av den Trojanska salen, Brahevapnet i taket på Brahesalen samt Fredssalens heraldiska utsmyckning. Dessutom utförde han kopior av porträtt samt stofferade altartavlan i Sunnersbergs kyrka. I motsats till Johan Wulff och Hans Herzog stannade Conradt kvar i De la Gardies tjänst inför reduktionen vilket fick De la Gardie att omnämna honom som en god karl.  